# کله‌جوب (اسلام‌آباد غرب)
کله‌جوب (اسلام‌آبادغرب)، روستایی از توابع بخش مرکزی شهرستان اسلام‌آباد غرب در استان کرمانشاه ایران است.
این روستا از غرب توسط کوه هفلان و از شرق به رودخانه راوند و در نهایت رشته کوه سنوقه در برگرفته شده است.
این روستا در جریان جنگ تحمیلی 17 شهید تقدیم کشور نموده است که شهید خلبان رضا نژاد رضایی شهید شاخص این روستا می باشد.
از دیگر مفاخر این روستا دکتر داریوش رشیدی بوده ، ایشان از نوابغ صنایع دریایی و بندری کشور بوده و در بنادر جنوبی و شمالی کشور دارای سمت های مدیریتی مختلفی بود . تخصص ایشان در بنادر به حدی بود که به مرد آهنین شهرهای کانتینری کشور خوانده می‌شدند. ایشان علاوه بر حضور در بخش دریایی و بندری کشور به مدت هشت سال منتخب مردم بندرعباس و عضو هیئت رئیسه شورای اسلامی شهر بندرعباس بودند. آرامگاه دکتر داریوش رشیدی در این روستا قرار دارد. 

## جمعیت
این روستا در دهستان حومه جنوبی قرار دارد و براساس سرشماری مرکز آمار ایران در سال ۱۳۸۵، جمعیت آن ۷۹۶ نفر (۱۹۲خانوار) بوده‌است.

## گورستان کله جوب
قبرستان کله جوب مربوط به دوران‌های تاریخی پس از اسلام متاخر دوران‌های تاریخی پس از اسلام است و در شهرستان اسلام‌آباد غرب، بخش مرکزی، دهستان حومه جنوبی، شمال روستای کله جوب واقع شده و این اثر در تاریخ ۶ اسفند ۱۳۸۵ با شمارهٔ ثبت ۱۷۵۶۹ به‌عنوان یکی از آثار ملی ایران به ثبت رسیده است.